# 蛇山
蛇山，位于武汉市武昌区长江南岸边，与对岸的龟山隔江相望，又名黄鹄山，地处闹市，历来为武汉名胜。武汉长江大桥南端即蛇山脚下。全山长约1790米，海拔85米，宽约25—30米，兀起于地，黄鹤楼即在此山上。元末大汉国主陈友谅之墓，亦位于蛇山附近。